# Пајн Ривер (Минесота)
Пајн Ривер (енгл. Pine River) град је у америчкој савезној држави Минесота.

## Демографија
По попису из 2010. године број становника је 944, што је 16 (1,7%) становника више него 2000. године.
| Група             | 2000.       | 2010.       |
| Белци             | 894 (96,3%) | 902 (95,6%) |
| Афроамериканци    | 7 (0,8%)    | 1 (0,1%)    |
| Азијати           | 2 (0,2%)    | 4 (0,4%)    |
| Хиспаноамериканци | 7 (0,8%)    | 14 (1,5%)   |
| Укупно            | 928         | 944         |